# 唐家口街道
唐家口街道是河东区下辖的一个乡镇级行政单位。

## 行政区划
唐家口街道下辖以下地区：
唐家口南里社区、新开路社区、嘉华里社区、红星路社区、唐家口新村六段社区、长征路社区、工业大学社区、久福园社区、卫国道社区、华馨公寓社区、南横街社区和御景嘉园社区。